# Tiegling

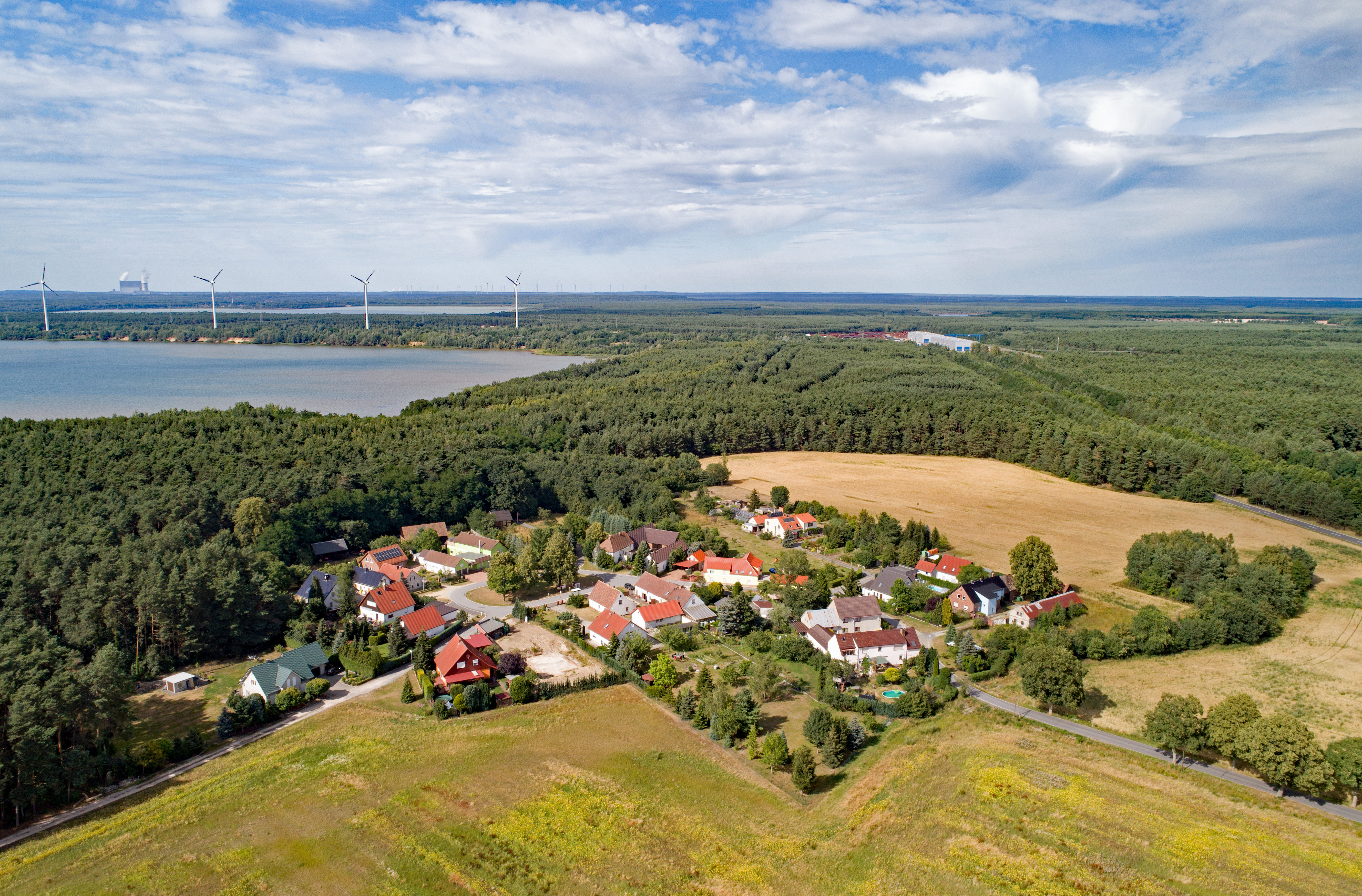
Luftbild

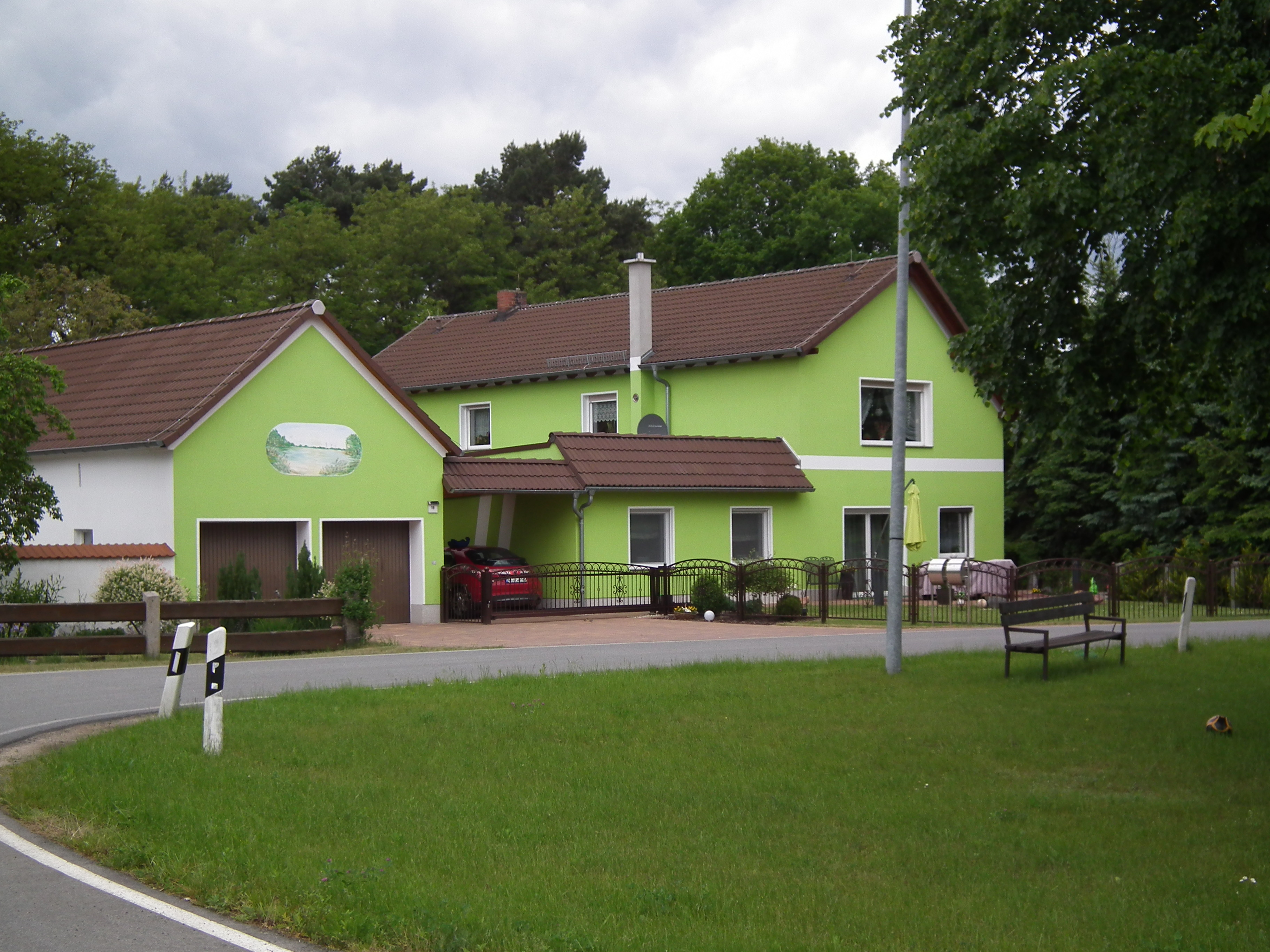
Tiegling

Tiegling, obersorbisch Tyhelk, ist ein Ortsteil der Gemeinde Lohsa im Landkreis Bautzen in Sachsen. Es zählt zum offiziellen sorbischen Siedlungsgebiet in der Oberlausitz. Bis zum 1. Januar 1994 war Tiegling ein Ortsteil von Weißkollm.

## Geschichte
Der Ort befindet sich in unmittelbarer Nähe zum Scheibesee. Ursprünglich war Tiegling ein Vorwerk von Weißkollm mit damals fast ausschließlich sorbischer Bevölkerung. Mit nur 57 Einwohnern ist der Ort der zweitkleinste in der Gemeinde Lohsa.

## Wirtschaft
Nordöstlich von Tiegling befindet sich das neu erstellte Gewerbegebiet G5.
Etwas weiter westlich vom Gewerbegebiet G5 soll der Bereich der ehemaligen Tagesanlagen für die Wirtschaft gesichert werden. Ein Bebauungsplan „Gewerbegebiet G7“ ist gegenwärtig in Arbeit.